# The Pirate of Panama
The Pirate of Panama, The Pirate of Panamá: The Greatest Treasure
ou Pirates of Panama é um seriado estadunidense de 1929, gênero aventura, dirigido por Ray Taylor, em 12 capítulos, estrelado por Jay Wilsey e Natalie Kingston. Produzido e distribuído pela Universal Pictures, e veiculou nos cinemas estadunidenses a partir de 8 de julho de 1929, quando foi exibido o primeiro capítulo, “Pirate Gold”.
Foi baseado no conto de William MacLeod Raine, “The Pirate of Panamá: a Tale of the Fight for Buried Treasure”.
Este seriado é considerado perdido.

## Elenco
- Jay Wilsey - Kacl Sedgwocl
- Natalie Kingston - Evelyn Wallace
- Al Ferguson - Boris Bothwell
- George Ovey
- Mary Sutton - Aunt Berry
- Otto Bibber - Teager

## Capítulos
Houve um total de 12 episódios. Os primeiros três foram lançados no mesmo dia, e os demais ao longo dos meses seguintes. Os episódios eram em dois rolos de fita cada.
1. Pirate Gold
2. Mutiny
3. The Treasure Chest
4. The Pirates' Secret
5. Vengeance
6. Trapped by the Tide
7. The Shadow of Death
8. The Menacing Swamp
9. The Signal of Hope
10. Two Lives for One
11. The Price of Greed
12. The Greatest Treasure